# لیزا مارکلوند
اوا الیزابت «لیزا» مارکلوند  (سوئدی: Eva Elisabeth "Liza" Marklund؛ متولد ۹ سپتامبر ۱۹۶۲) ژورنالیست و رمان‌نویس اهل سوئد است. وی در پالمارک نزدیکی پیته‌آ، نوربوتن به دنیا آمد. شخصیت اصلی رمان‌هایش معمولاً زنی خبرنگار به نام آنیکا بنگزتون است. رمان‌های وی به سی زبان ترجمه شده‌است.